# Prima Armata Russa
La Prima Armata Russa fu un'armata schierata dall'Impero russo sul fronte orientale durante la prima guerra mondiale.
La Prima Armata, sotto il comando del generale di origine baltico-tedesca Paul von Rennenkampf, invase la Prussia Orientale allo scoppio della guerra nell'agosto 1914 assieme alla Seconda Armata guidata dal generale Alexander Samsonov.
Dopo la dichiarazione di guerra alla Germania, l'Impero russo fu in grado di mobilizzare il proprio esercito abbastanza rapidamente. Il comandante in capo dell'esercito russo era il Gran Duca Nikolaj, coadiuvato dal generale Yuri Danilov alla guida della Stavka.
Le forze di invasione russe erano determinate a condurre un attacco rapido alla Prussia Orientale.
Tuttavia la Prima e la Seconda Armata russa furono bloccate dalla Ottava Armata Tedesca, guidata dal feldmaresciallo Paul von Hindenburg e dal suo capo di stato maggiore il generale Erich Ludendorff.
Gli eserciti tedeschi e russi si scontrarono a Tannenberg, fra il 26 e 29 agosto 1914, senza che le truppe di Rennenkampf intervenissero.  Durante la battaglia, la Seconda Armata venne accerchiata e completamente distrutta. La Prima Armata anche soffrì una dura sconfitta alla Prima battaglia dei laghi Masuri, nel settembre 1914. Questa sconfitta portò Rennenkampf a dare le dimissioni per essere sostituito da Litvinov. La Prima Armata combatté sul fronte nord-occidentale per il resto della guerra. Nell'aprile 1917, Litvinov venne sostituito da Sokovnin, a sua volta rimpiazzato al comando da Sokovnin nel luglio. Il tenente generale von Notbek sostituì  Sokovnin nel settembre 1917 e rimase al comando fino al scioglimento dell'Armata.

## Comandanti
- 19 luglio 1914 - 18 novembre 1914 - Generale Paul von Rennenkampf (in russo Павел Карлович фон Ренненкампф?)
- 5 dicembre 1914 - 2 aprile 1917 - Generale Aleksandr Ivanovich Litvinov (in russo Александр Иванович Литвинов?)
- 12 aprile 1917 - 24 aprile 1917 - Tenente Generale Ilia Odishelidze  (in russo Илья Зурабович Одишелидзе?)
- 22 aprile 1917 - 30 luglio 1917 - Tenente Generale Mikhail Alekseevich Sokovnin (in russo Михаил Алексеевич Соковнин?)
- 31 luglio 1917 - 9 settembre 1917 - Tenente Generale Gleb Mikhailovich Vannovski (in russo Глеб Михайлович Ванновский?)
- 9 settembre 1917 - novembre 1917 - Tenente Generale Vladimir Vladimirovich von Notbek (in russo Владимир Владимирович фон Нотбек?)